# Léon Hourlier
Léon Alexandre Hourlier, född 16 september 1885 i Reims, död 16 oktober 1915, var en fransk tävlingscyklist. Han var en av världens bästa sprinterryttare åren före första världskriget.
Hourlier vann bland annat Grand Prix de Paris 1912 och 1914 och tillsammans med sin svåger Léon Comès (född 1889) sexdagarsloppet i Paris 1914. Han stupade som flygare 1915, då han nedsköts tillsammans med Comès, vilken tjänstgjorde som spanare.